# Once Is Not Enough
Once Is Not Enough (Brasil: Uma Vez Só Não Basta / Portugal: Uma Vez Não Basta) é um filme norte-americano de 1975, do gênero drama, dirigido por Guy Green  e estrelado por Kirk Douglas e Alexis Smith.

## Sinopse
Luxúria entre milionários, revelações chocantes do show business, farra entre socialites, promiscuidade explícita, fixação paterna, uma fornida pitada de lesbianismo: este é o ambiente em que circula January Wayne, uma jovem inocente cercada pela corrupção.
January adora o pai, Mike, um produtor de Hollywood.
Mike livra-se de seus muitos problemas financeiros ao casar-se com Deidre Milford Granger, a mulher mais rica do mundo.
Deirdre, por sua vez, mantém um pervertido caso com Karla, uma estrela do cinema.
Já Tom Colt e David Milford encarregam-se de levar mais complicações românticas para a aturdida January.
Tudo isso é observado com olhos de águia por Linda Riggs, a amoral, ninfomaníaca descarada e sem papas na língua editora de uma revista de modas.

## Principais premiações
| Patrocinador                                            | Prêmio       | Categoria                                          | Situação |
| ------------------------------------------------------- | ------------ | -------------------------------------------------- | -------- |
| Academia de Artes e Ciências Cinematográficas           | Oscar        | Melhor Atriz Coadjuvante (Brenda Vaccaro)          | Indicado |
| Associação de Correspondentes Estrangeiros de Hollywood | Golden Globe | Melhor Atriz Coadjuvante - Cinema (Brenda Vaccaro) | Vencedor |

## Elenco
| Ator/Atriz       | Personagem             |
| ---------------- | ---------------------- |
| Kirk Douglas     | Mike Wayne             |
| Alexis Smith     | Deidre Milford Granger |
| David Janssen    | Tom Colt               |
| George Hamilton  | David Milford          |
| Melina Mercouri  | Karla                  |
| Gary Conway      | Hugh Robertson         |
| Brenda Vaccaro   | Linda Riggs            |
| Deborah Raffin   | January Wayne          |
| Lillian Randolph | Mabel                  |
| Renata Vanni     | Maria                  |
| Mark Roberts     | Rheingold              |
| John Roper       | Frank                  |
| Leonard Sachs    | Doutor Peterson        |
| Jim Boles        | Scotty                 |